# The Amazing Race (quinta edizione)

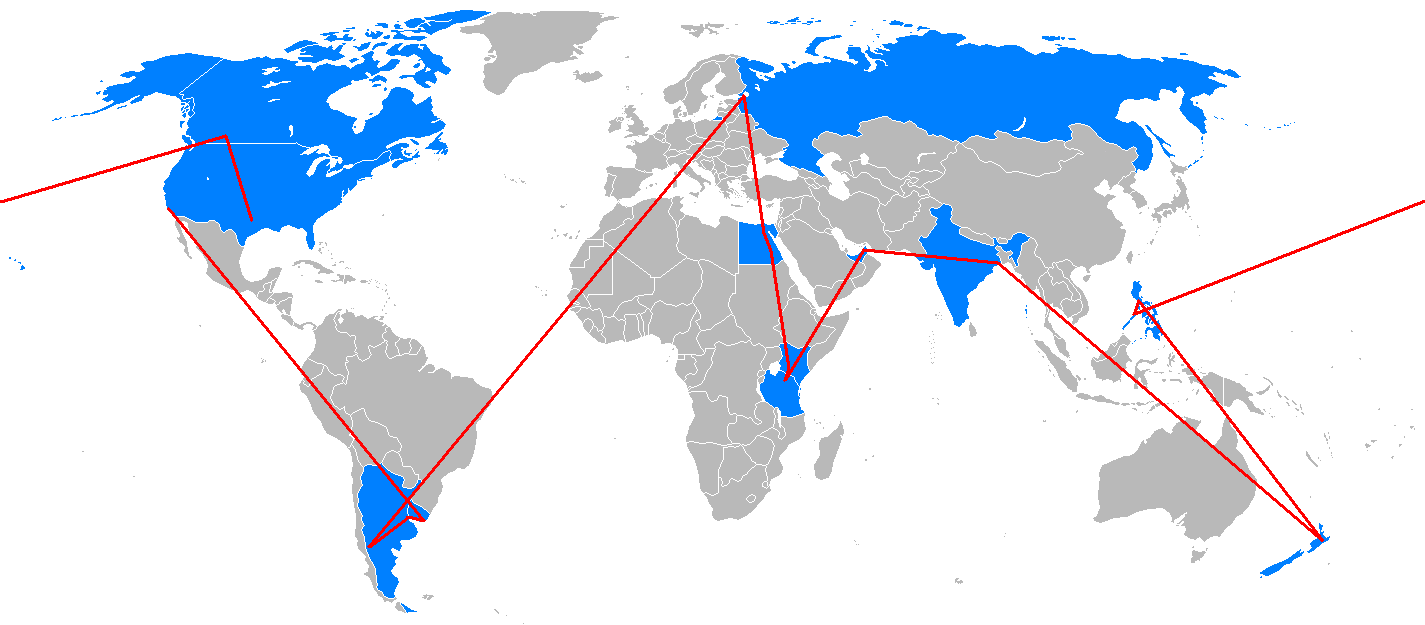
Il percorso di The Amazing Race 5

The Amazing Race 5 è la quinta edizione di The Amazing Race. È stata registrata dal 30 gennaio al 27 febbraio 2004 e trasmessa su CBS dal 6 luglio al 21 settembre dello stesso anno. Nel corso della gara, sono stati visitati sei continenti e dodici paesi diversi, per un totale di più di 115.000 km percorsi. Sono nove i paesi visitati per la prima volta in questa stagione: Argentina, Canada, Egitto, Emirati Arabi Uniti, Filippine, Kenya, Russia, Tanzania e Uruguay. Nella gara vengono introdotti lo Yield e una penalità per la squadra ultima arrivata in una tappa a non eliminazione (vengono privati di tutto il denaro a disposizione).

## Episodi
I titoli degli episodi sono frasi pronunciate (generalmente, ma non sempre) dai concorrenti nel corso dell'episodio stesso.
| nº | Titolo                                                      | Prima TV          | Frase di |
| -- | ----------------------------------------------------------- | ----------------- | -------- |
| 1  | Clearly, I'm More Intelligent Than You                      | 7 luglio 2004     | Alison   |
| 2  | It Turned Ugly Just Now                                     | 13 luglio 2004    | Kami     |
| 3  | I Got Electrocuted                                          | 20 luglio 2004    | Charla   |
| 4  | Who Says Pageant Girls Don't Eat?                           | 27 luglio 2004    | Brandon  |
| 5  | Are You Good at Puzzles?                                    | 3 agosto 2004     | Brandon  |
| 6  | Why Can't We Get a Camel?                                   | 10 agosto 2004    | Marshall |
| 7  | Are You Sure This Is Safe?                                  | 17 agosto 2004    | Nicole   |
| 8  | I'm Going to Jail                                           | 24 agosto 2004    | Colin    |
| 9  | If You're Gonna Whine, Just Shut Up!                        | 31 agosto 2004    | Karen    |
| 10 | If They're Screwing the Helmet to My Head, It Can't Be Good | 7 settembre 2004  | Linda    |
| 11 | It's Okay, Run Them Over!                                   | 14 settembre 2004 | Christie |
| 12 | You've Just Made Me a Millionaire                           | 21 settembre 2004 | Chip     |

## Ordine di arrivo ed eliminazioni
La tabella indica l'ordine di eliminazione dalla gara delle squadre. Vengono elencate le squadre, il tipo di rapporto che lega i componenti di ogni squadra (secondo la definizione ufficiale usata all'interno del programma), la posizione di arrivo di ogni tappa e il numero di Roadblock completati da ogni concorrente. Un numero in rosso indica l'eliminazione della squadra in quella tappa, un numero blu l'arrivo all'ultimo posto in una tappa a non eliminazione, un numero verde l'uso di un Fast Forward da parte della squadra. Se il numero della tappa è verde, il Fast Forward non è stato usato da nessuna squadra. Il simbolo > indica una squadra che usa lo Yield contro un'altra, < indica una squadra che lo subisce, <> indica che lo Yield non è stato usato nella tappa in questione.
| Squadra          | Rapporto                     | Piazzamento (per tappa) | Piazzamento (per tappa) | Piazzamento (per tappa) | Piazzamento (per tappa) | Piazzamento (per tappa) | Piazzamento (per tappa) | Piazzamento (per tappa) | Piazzamento (per tappa) | Piazzamento (per tappa) | Piazzamento (per tappa) | Piazzamento (per tappa) | Piazzamento (per tappa) | Piazzamento (per tappa) | Roadblock completati |
| Squadra          | Rapporto                     | 1<>                     | 2<>                     | 3<>                     | 4<>                     | 5<>                     | 6<>                     | 7<>                     | 8                       | 9ƒ<>                    | 10<>                    | 11                      | 12                      | 13                      | Roadblock completati |
| ---------------- | ---------------------------- | ----------------------- | ----------------------- | ----------------------- | ----------------------- | ----------------------- | ----------------------- | ----------------------- | ----------------------- | ----------------------- | ----------------------- | ----------------------- | ----------------------- | ----------------------- | -------------------- |
| Chip e Kim       | Sposati con figli            | 8                       | 8                       | 7                       | 1                       | 4                       | 2                       | 1                       | 3                       | 2                       | 4                       | 1>                      | 2                       | 1                       | Chip 9, Kim 1        |
| Colin e Christie | Fidanzati                    | 7                       | 6                       | 1                       | 2                       | 1ƒ                      | 1                       | 2                       | 1                       | 1                       | 1                       | 4<                      | 3                       | 2                       | Colin 8, Christie 1  |
| Brandon e Nicole | Fidanzati / Modelli          | 6                       | 1                       | 3                       | 5                       | 3                       | 4                       | 4                       | 2                       | 5                       | 3                       | 3                       | 1                       | 3                       | Brandon 9, Nicole 1  |
| Linda e Karen    | Mamme, giocatrici di bowling | 3                       | 4                       | 6                       | 6                       | 7                       | 6                       | 3                       | 4                       | 3                       | 2                       | 2                       | 4                       |                         | Linda 4, Karen 6     |
| Kami e Karli     | Gemelle                      | 9                       | 9                       | 5                       | 7                       | 6                       | 3                       | 5                       | 5                       | 4                       | 5                       |                         |                         |                         | Kami 5, Karli 3      |
| Charla e Mirna   | Cugine                       | 5                       | 2                       | 2                       | 4                       | 2                       | 5                       | 6                       |                         |                         |                         |                         |                         |                         | Charla 4, Mirna 2    |
| Marshall e Lance | Fratelli                     | 2                       | 7                       | 8                       | 3                       | 5                       | 7                       |                         |                         |                         |                         |                         |                         |                         | Marshall 1, Lance 4  |
| Bob e Joyce      | Fidanzati "via Internet"     | 4                       | 5                       | 4                       | 8                       |                         |                         |                         |                         |                         |                         |                         |                         |                         | Bob 1, Joyce 2       |
| Jim e Marsha     | Padre e figlia               | 10                      | 3                       | 9                       |                         |                         |                         |                         |                         |                         |                         |                         |                         |                         | Jim 1, Marsha 1      |
| Alison e Donny   | Fidanzati                    | 1                       | 10                      |                         |                         |                         |                         |                         |                         |                         |                         |                         |                         |                         | Alison 0, Donny 1    |
| Dennis ed Erika  | Ex-fidanzati                 | 11                      |                         |                         |                         |                         |                         |                         |                         |                         |                         |                         |                         |                         | Dennis 0, Erika 0    |

## Riassunto della gara

### 1ª tappa (Stati Uniti → Uruguay)

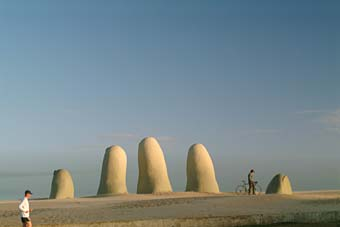
Una volta arrivati in Uruguay, le squadre hanno dovuto trovare La Mano nella città di Punta del Este.

- Santa Monica, California, Stati Uniti  (Molo di Santa Monica) (Linea di partenza)
- da Los Angeles (Aeroporto Internazionale di Los Angeles) a Punta del Este, Uruguay 
  -  da Montevideo (Aeroporto Internazionale di Carrasco) a Punta del Este (Stazione degli autobus)
- Punta del Este (La mano nella sabbia - Monumento all'affogato)
- Isola di gorriti (Accampamento notturno)
- Punta del Este (Molo)
- Maldonado (Magazzino della carne José Francisco González)
- Punta del Este (Conrad Hotel)
- Punta Ballena (Casapueblo)

Nel Detour, la scelta è stata fra Zip ("Zipline": salire sul tetto di un hotel e raggiungere la piscina sottostante con due zipline) e Chips ("Fiches": giocare a roulette nel casinò dell'hotel con 20 fiche e vincere una partita. In caso di esaurimento delle fiche, la squadra è costretta a completare l'opzione Zips).
Prove aggiuntive: all'Isola di Gorriti, le squadre hanno dovuto trovare le prenotazioni per tre diversi traghetti sparse su 11 alberi. In seguito, hanno dovuto trasportare 25 kg di carne per 16 chilometri, dal magazzino alla Macelleria La Rosada.

### 2ª tappa (Uruguay → Argentina)

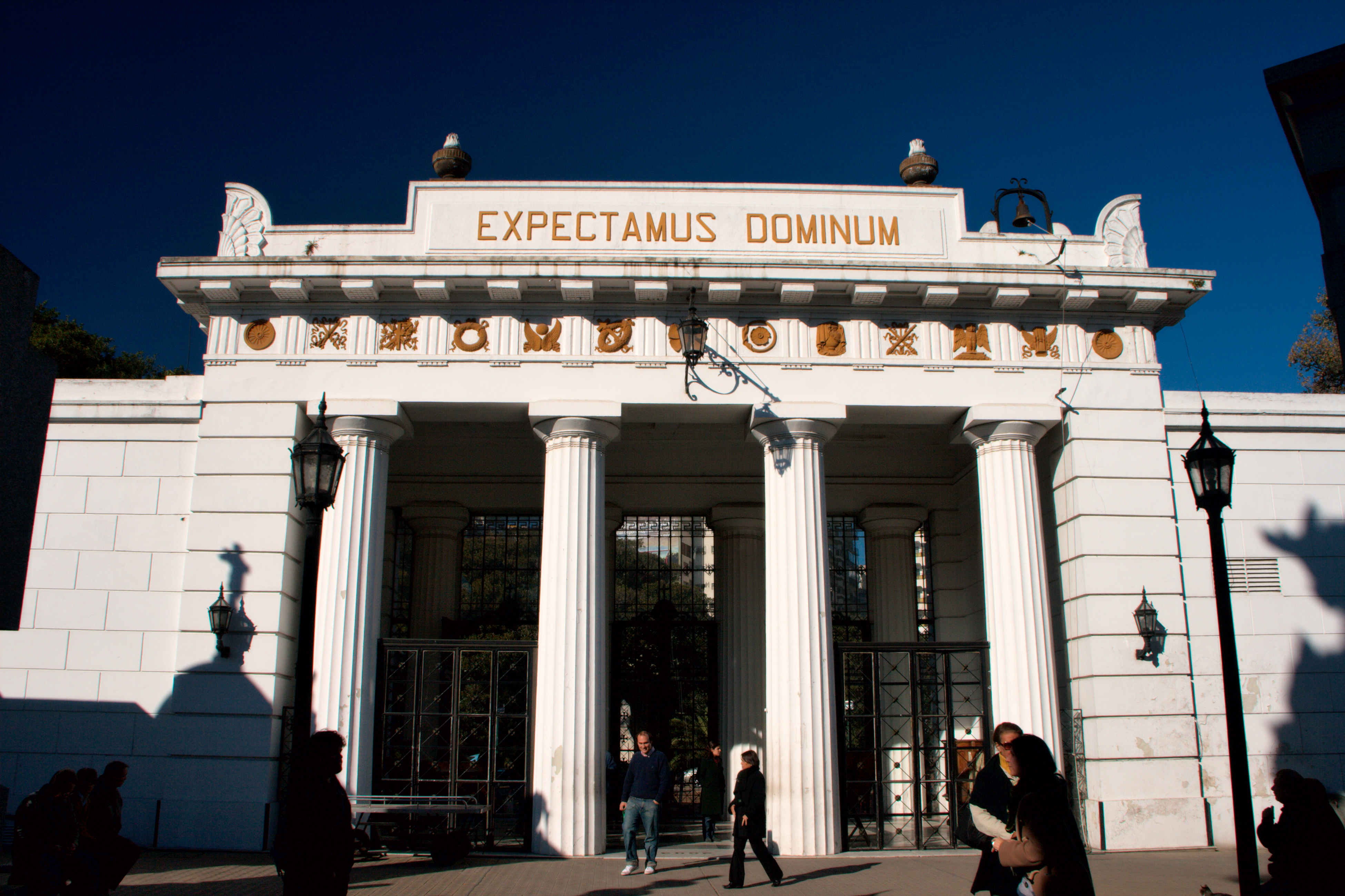
Il Cimitero della Recoleta, visitato nella seconda tappa

- Montevideo (Shake Mega Disco)
- da Colonia del Sacramento (Molo traghetti) a Buenos Aires, Argentina
- Buenos Aires (Cimitero della Recoleta - Tomba di Evita Perón)  (non usato, né trasmesso)
- San Antonio de Areco, Provincia di Buenos Aires (La Estancia La Invernada)
- San Antonio de Areco (La Porteña)

Nel Detour, la scelta è stata tra Perro ("Cane": accompagnare 8 cani lungo un percorso contrassegnato di 1,6 km, aiutandosi con una mappa per arrivare alla statua de La Flor) e Tango (attraversare la città e trovare un teatro, quindi rintracciare nella sala semibuia tra decine di ballerini di tango quello raffigurato in una foto fornita all'entrata). Il Roadblock è consistito nell'entrare in un recinto e uscire a togliere una bandana dal collo di un vitellino.
Prove aggiuntive: all'inizio della tappa, i concorrenti hanno dovuto trovare un indizio all'interno di una palla immersa nella schiuma. In seguito, hanno dovuto trovare la tomba di Evita Perón al cimitero della Recoleta.

### 3ª tappa (Argentina)

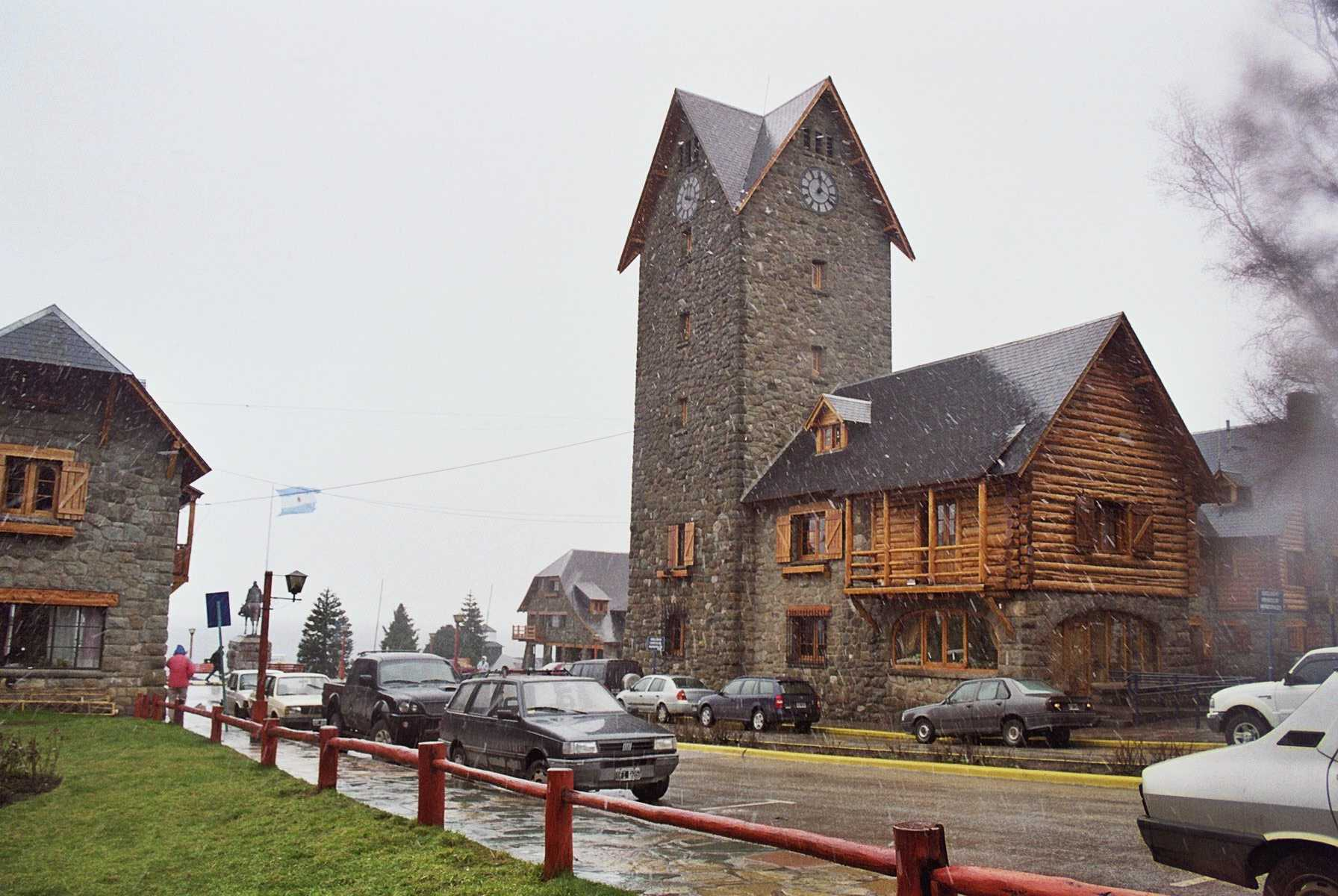
Arrivate a San Carlos de Bariloche, le squadre si sono dovute recare al Centro Civico, dove hanno ricevuto un indizio dal sindaco.

- da Buenos Aires (Aeroporto Jorge Newbery) a San Carlos de Bariloche, Provincia di Río Negro (Aeroporto Internazionale Teniente Luis Candelaria)
- San Carlos de Bariloche (Centro Civico)
- San Carlos de Bariloche (Fabbrica di cioccolato Del Turista)  (non usato, né trasmesso)
- San Carlos de Bariloche (Villa Catedral)
- Bahia Lopez

Nel Roadblock, i concorrenti hanno dovuto cercare tra 11 mila cioccolatini, mordendoli a uno a uno, fino a trovarne uno di venti con il ripieno bianco. Nel Detour, la scelta è stata tra Smooth Sailing ("Navigazione tranquilla": scendere in parapendio da una montagna alta 1500 m, accompagnati da un istruttore) e Rough Riding ("Pedalata dura": scendere dalla stessa montagna in bici, lungo un percorso di quasi 10 km).

### 4ª tappa (Argentina → Russia)

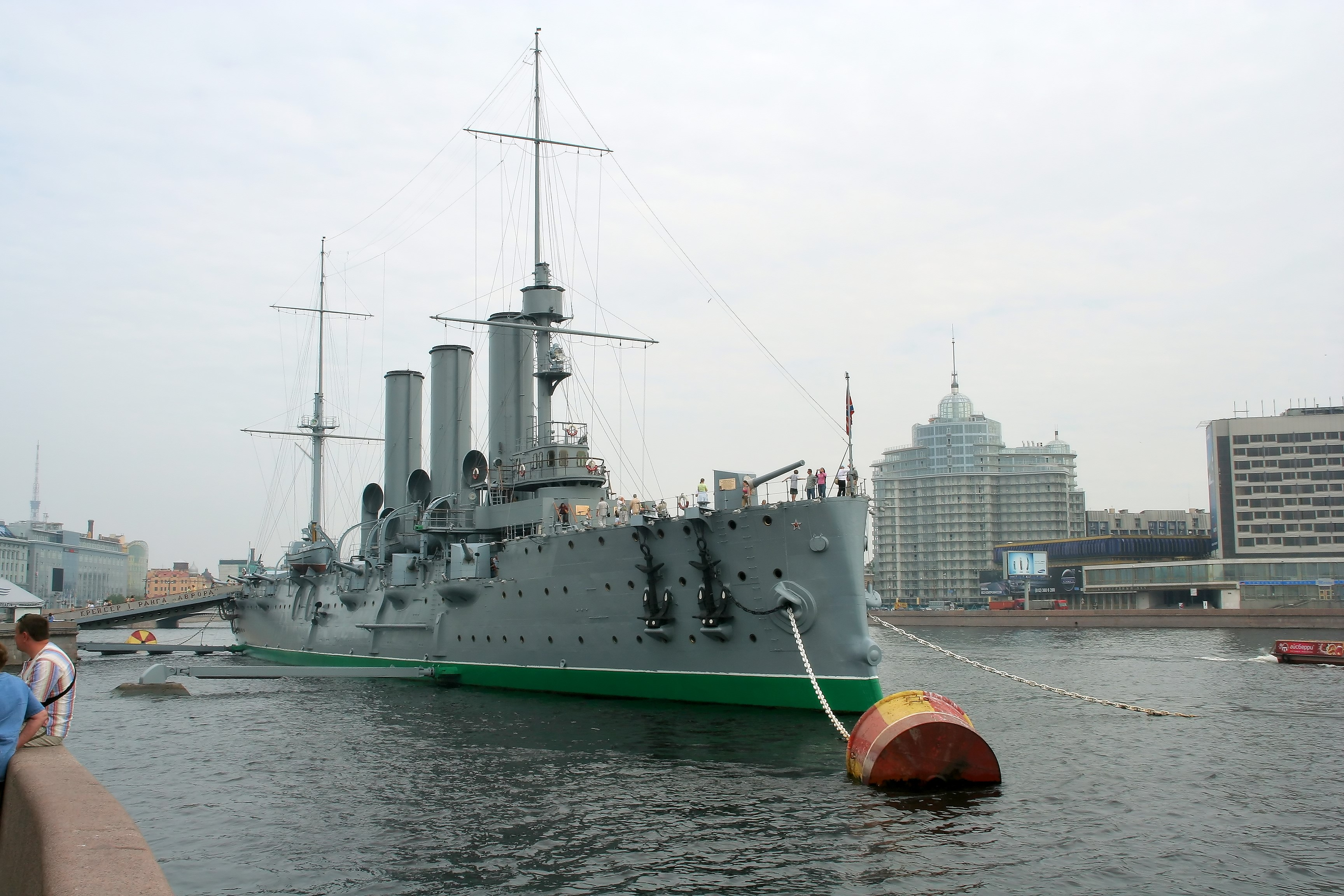
L'incrociatore Aurora, dove le squadre hanno ricevuto l'indizio del Detour

- da San Carlos de Bariloche (Autolinee di Bariloche) a Buenos Aires
- da Buenos Aires (Aeroporto Internazionale Ministro Pistarini) a San Pietroburgo, Russia  (Aeroporto di San Pietroburgo-Pulkovo)
- San Pietroburgo (Incrociatore Aurora)  (non usato, né trasmesso)
- San Pietroburgo (Cavaliere di bronzo)
- Puškin (Ristorante Old Tower)
- Puškin (Palazzo di Caterina)

Nel Detour, la scelta è stata tra Block 5 Shots ("Para 5 colpi": trovare un campo di hockey su ghiaccio e parare cinque tiri dal dischetto eseguiti da atleti professionisti) e Drink 1 Shot ("Bevi uno shot": eseguire un rituale cosacco, posizionando uno shot di vodka in equilibrio su una sciabola e berlo ruotando l'arma, senza far cadere il bicchiere). Il Roadblock è consistito nel mangiare un kg di caviale.

### 5ª tappa (Russia → Egitto)

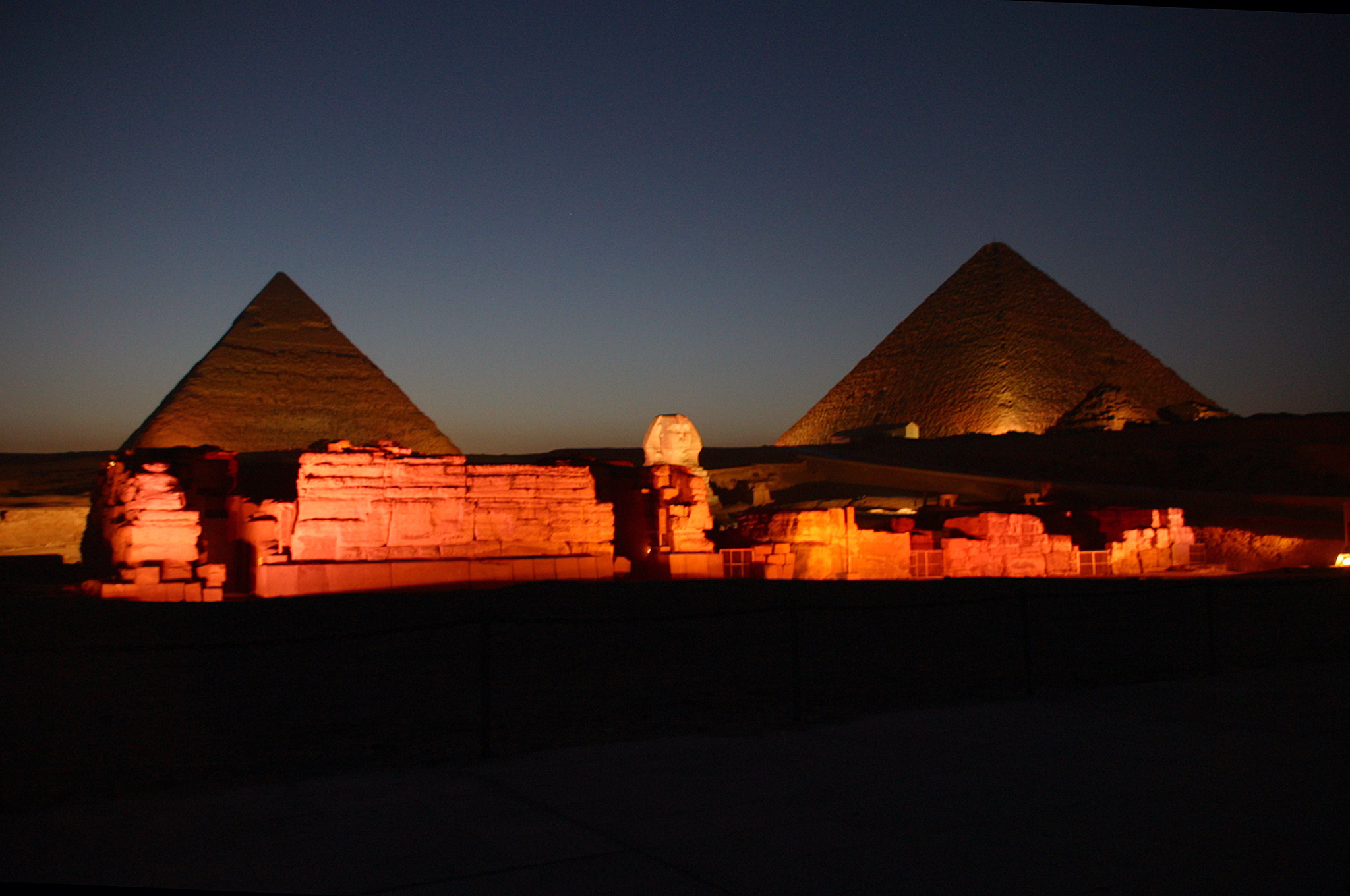
Nella quinta tappa è stata visitata la necropoli di Giza

- da Puškin a San Pietroburgo (Stazione di Vitebsky)
- San Pietroburgo (Museo dell'Ermitage)
- da San Pietroburgo (Aeroporto di San Pietroburgo-Pulkovo) al Cairo, Egitto  (Aeroporto Internazionale del Cairo)
- Il Cairo (Torre del Cairo)
- Il Cairo (Pharaonic Village)
- Giza (Necropoli di Giza - Pozzo di Osiride)  (non usato, né trasmesso)
- Giza (Base della Piramide)
- Giza (Sfinge di Giza)

Nel Fast Forward, le squadre hanno dovuto trovare un sarcofago e caricarlo su una barca fino a un tempio, per poi consegnarlo ad un sacerdote. Il Roadblock è consistito nel pozzo di Osiride fino ad una profondità di 43 metri circa sotto il livello del mare. In seguito, hanno dovuto recuperare una sacca contenente i pezzi di un puzzle e consegnarla ad un egittologo per ottenere l'indizio successivo. Nel Detour, la scelta è stata tra Rock & Roll ("Rocce rotolanti": usando delle tecniche tradizionali, trasportare 272 kg di rocce per una distanza pari alla lunghezza di un campo di football americano) e Hump & Ride ("Salta in gobba": portare due cavalli e due cammelli carichi di tappeti a un mercante).
Prove aggiuntive: al Museo dell'Ermitage, le squadre hanno dovuto trovare il dipinto Ritorno del figliol prodigo di Rembrandt. In seguito, le squadre hanno dovuto ricomporre il puzzle trovato nel pozzo di Osiride. Usando una mappa fornita con il puzzle e sovrapponendovi il puzzle, un buco in quest'ultimo ha rivelato la destinazione successiva.

### 6ª tappa (Egitto)
- Giza (Necropoli di Giza)

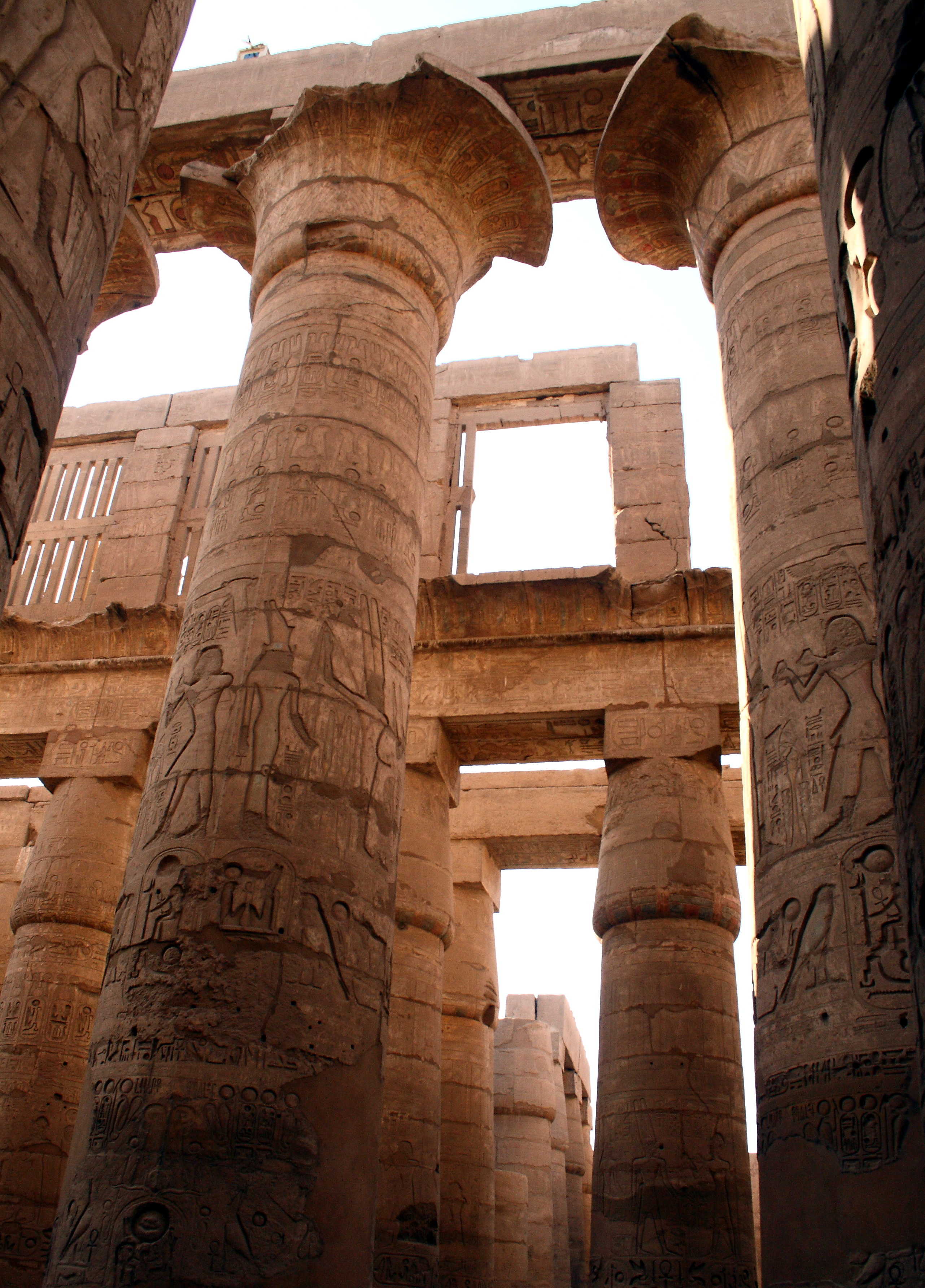
Il Tempio di Karnak, visitato nella sesta tappa.

- dal Cairo (Aeroporto Internazionale del Cairo) a Luxor (Aeroporto Internazionale di Luxor)
- Luxor (Complesso templare di Karnak)  (non usato, né trasmesso)
- Luxor (Tempio di Habu)
- da Luxor (Porto traghetti Nilo Occidentale) a Crocodile Island
- Luxor (Crocodile Island)

Nel Detour la scelta è stata tra Herd It ("Pascola": arrivare a Banana Island per caricare dieci capre su una barca a vela e portare ad un pastore sulla riva opposta del Nilo) e Haul It ("Estrai": raggiungere un allevamento di piccioni a 4,5 km di distanza, usare un attrezzo tradizionale per estrarre acqua dal Nilo, caricarla su un asino e versarla in una cisterna fino al suo riempimento). Il Roadblock è consistito nel scegliere un'area di scavo in una zona archeologica e trovare uno scarabeo di pietra.

### 7ª tappa (Egitto → Kenya → Tanzania)
- da Luxor (Aeroporto Internazionale di Luxor) a Nairobi, Kenya  (Aeroporto Internazionale Jomo Kenyatta)
  -  via Cairo (Aeroporto Internazionale del Cairo)
- da Nairobi (Aeroporto Internazionale Jomo Kenyatta - Z. Boskovic Air Charters) al Kilimanjaro, Tanzania  (Aeroporto Internazionale del Kilimanjaro)
- dal Kilimanjaro (Autolinee) a Mto wa Mbu  (non usato, né trasmesso)
- Kibaoni (Kavishe Hotel)
- Lago Manyara (Terrazza panoramica)

Nel Detour la scelta è stata tra Buzzing ("Ronzio": arrivare in bicicletta in un allevamento di api, indossare due divise da apicoltore e raccogliere due kg di miele) e Busy ("Occupato": trovare un negozio di mobili e consegnare due sedie ad un particolare indirizzo, quindi riportare al negozio la ricevuta di consegna). Il Roadblock è consistito nel mangiare un uovo di struzzo, pari a due dozzine di comuni uova di gallina.
Prove aggiuntive: alla Z. Boskovic Air Charters, le squadre si sono dovute prenotare per un volo verso una destinazione misteriosa. I voli disponibili erano alle 8.00, 8.45 e 9.30. Dopo il Roadblock, hanno dovuto raggiungere il lago Manyara con una zipline, passante sopra una gola profonda 70 metri.

### 8ª tappa (Tanzania → Kenya →  Emirati Arabi Uniti)
- dal Kilimanjaro (Aeroporto Internazionale del Kilimanjaro) a Nairobi, Kenya (Aeroporto Internazionale Jomo Kenyatta) a Dubai, Emirati Arabi Uniti  (Aeroporto Internazionale di Dubai)
- Dubai (Burj al-Arab)  (non trasmesso)
- Dubai (Porto di Abra a Bur Dubai)
- nei pressi di Dubai (Oasi)

Il Roadblock, non trasmesso, è consistito nel comprare delle noci e portare su una nave. Nel Detour la scelta è stata tra Off Plane ("Fuori dall'aereo": una volta raggiunto l'Al Quwain Aero Club, le squadre sono salite su un velivolo e hanno fatto skydive da più di 3000 metri di altezza) e Off Road ("Fuori strada": guidare un fuoristrada tra le dune del deserto per un percorso di 10 km fino al punto di atterraggio della prima opzione del Detour).

### 9ª tappa (Emirati Arabi Uniti → India)
- Dubai (Wild Wadi Water Park)

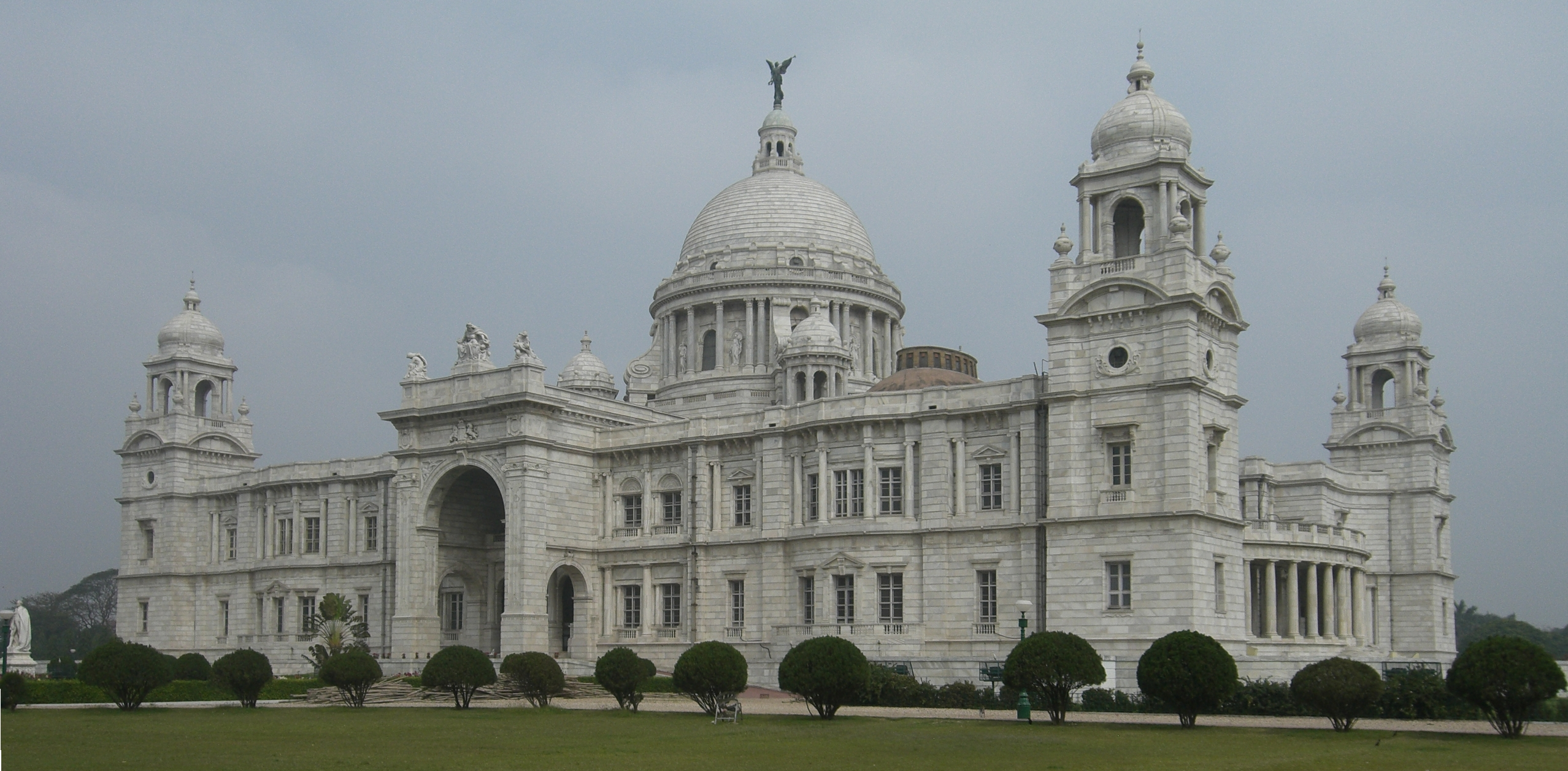
Il Victoria Memorial è stato il nono Pit Stop di The Amazing Race 5

- da Dubai (Aeroporto Internazionale di Dubai) a Calcutta, Bengala Occidentale, India  (Aeroporto Internazionale di Calcutta Netaji Subhash Chandra Bose)
- Calcutta (Sahid Minar)  (non usato)
- Calcutta (tempio indù)  (non usato)
- Garia (fabbrica di mattoni Globe)
- da Garia a Calcutta (stazione di Sealdah)
- Calcutta (Victoria Memorial)

Nel Fast Forward è stato chiesto alle squadre di dirigersi verso un tempio a 11 km di distanza, e partecipare al tradizionale rituale indù della rasatura dei capelli. Il Roadblock è consistito nel fabbricare 20 mattoni di fango nel modo tradizionale indiano, venendo giudicati da un operaio locale. Nel Detour, la scelta è stata tra Heavy but Short ("Pesante ma corto": viaggiare per 16 km fino a Landsdowne per trasportare un taxi, spingendolo per 800 m, fino a un'officina) e Light but Long ("Leggero ma lungo": trovare un particolare bancarella nel più grande mercato dei fiori di Calcutta, ricevere una ghirlanda e gettarla nel Gange in un rito propiziatorio).
Prova aggiuntiva: al Wild Wadi Water Park, le squadre si sono dovute alternare per una discesa da uno scivolo acquatico.

### 10ª tappa (India → Nuova Zelanda)

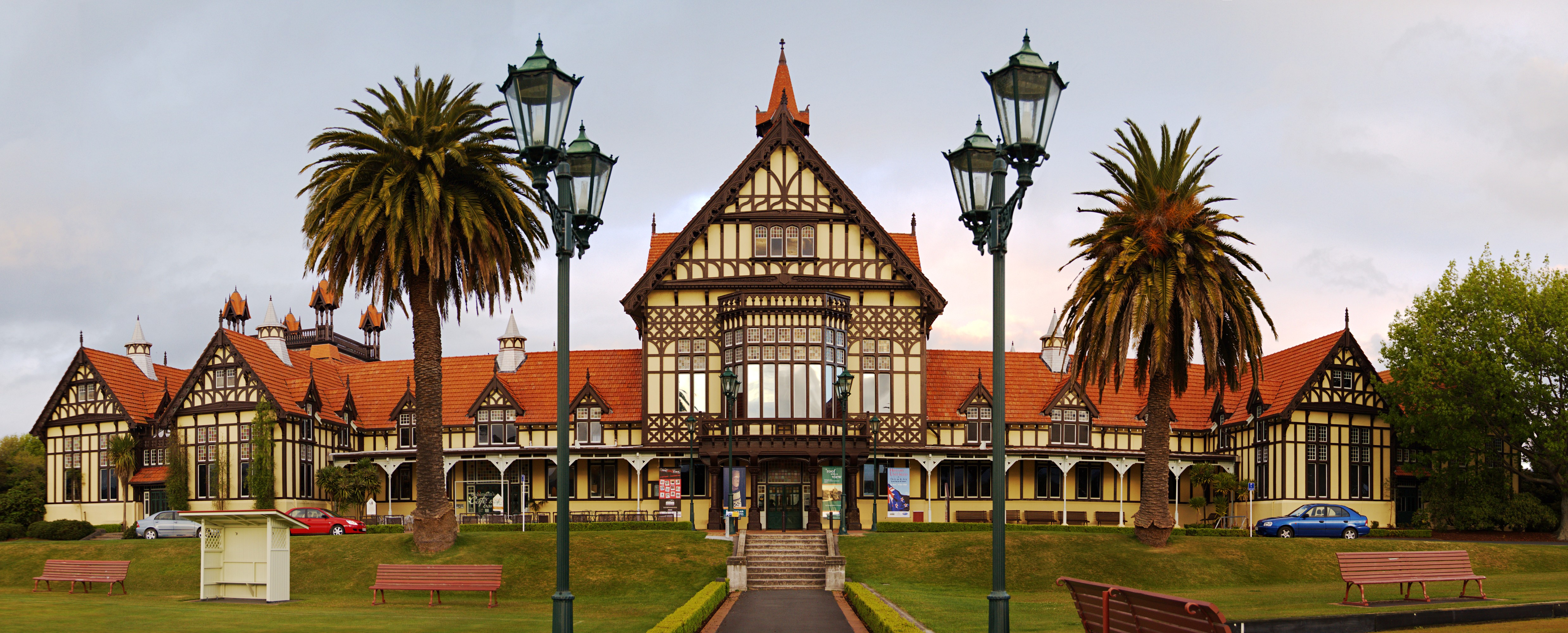
Il Rotorua Museum, dove le squadre hanno ricevuto l'indizio del Detour

- da Calcutta (Aeroporto Internazionale di Calcutta Netaji Subhash Chandra Bose) a Auckland, Nuova Zelanda  (Aeroporto di Auckland)
- Rotorua, Waikato (Rotorua Museum)  (non usato)
- Paengaroa (Matapara Farms)

Nel Detour la scelta è stata tra Clean ("Pulito": raggiungere le Cascate di Okere e percorrere 1 km e mezzo di fiume facendo hydrospeed) e Dirty ("Sporco": nella località di Hell's Gate, trovare degli indizi sepolti in una pozza di fango bollente). Nel Roadblock, un concorrente per squadra è dovuto entrare in una sfera di plastica gonfiabile, detta Zorb, e lasciarsi rotolare per un pendio, fino alla base della collina dove si riunirà con il partner per poi correre al Pit Stop.

### 11ª tappa (Nuova Zelanda → Filippine)
- Auckland (Porto di Westhaven)
- da Auckland (Aeroporto di Auckland) a Manila, Filippine  (Aeroporto Internazionale di Manila Ninoy Aquino)
- Cavite (Malagueña Motors)
- Victoria, Provincia di Laguna (Campo dietro la statua gigante di un'anatra)
- Manila (Coconut Palace)

Nel Roadblock, un concorrente per squadra ha dovuto raggiungere le strutture di sostegno dell'Auckland Harbour Bridge e percorrerle, sospesi sull'oceano, fino a raggiungere l'altro lato del ponte, dove è collocato l'indizio. Nel Detour la scelta è stata fra Plow ("arare": le squadre hanno dovuto scegliere un campo ciascuna e procedere ad ararlo con un aratro guidato da buoi fino a trovare una corda sepolta, a cui è attaccato l'indizio) e Fowl ("Pollame": le squadre hanno dovuto spostare mille anatre da un recinto ad un altro, distanti tra loro 45 metri).
Prove aggiuntive: al porto di Westhaven, le squadre hanno dovuto trovare uno yacht chiamato Hydroflow e usare delle maniglie per calare l'indizio a portata di mano. Alla Malagueña Motors di Cavite, le squadre hanno dovuto decorare un tipico mezzo di trasporto locale, il jeepney.

### 12ª tappa (Filippine)
- Manila (Rizal Park)
- Manila (A Soriano Aviation)

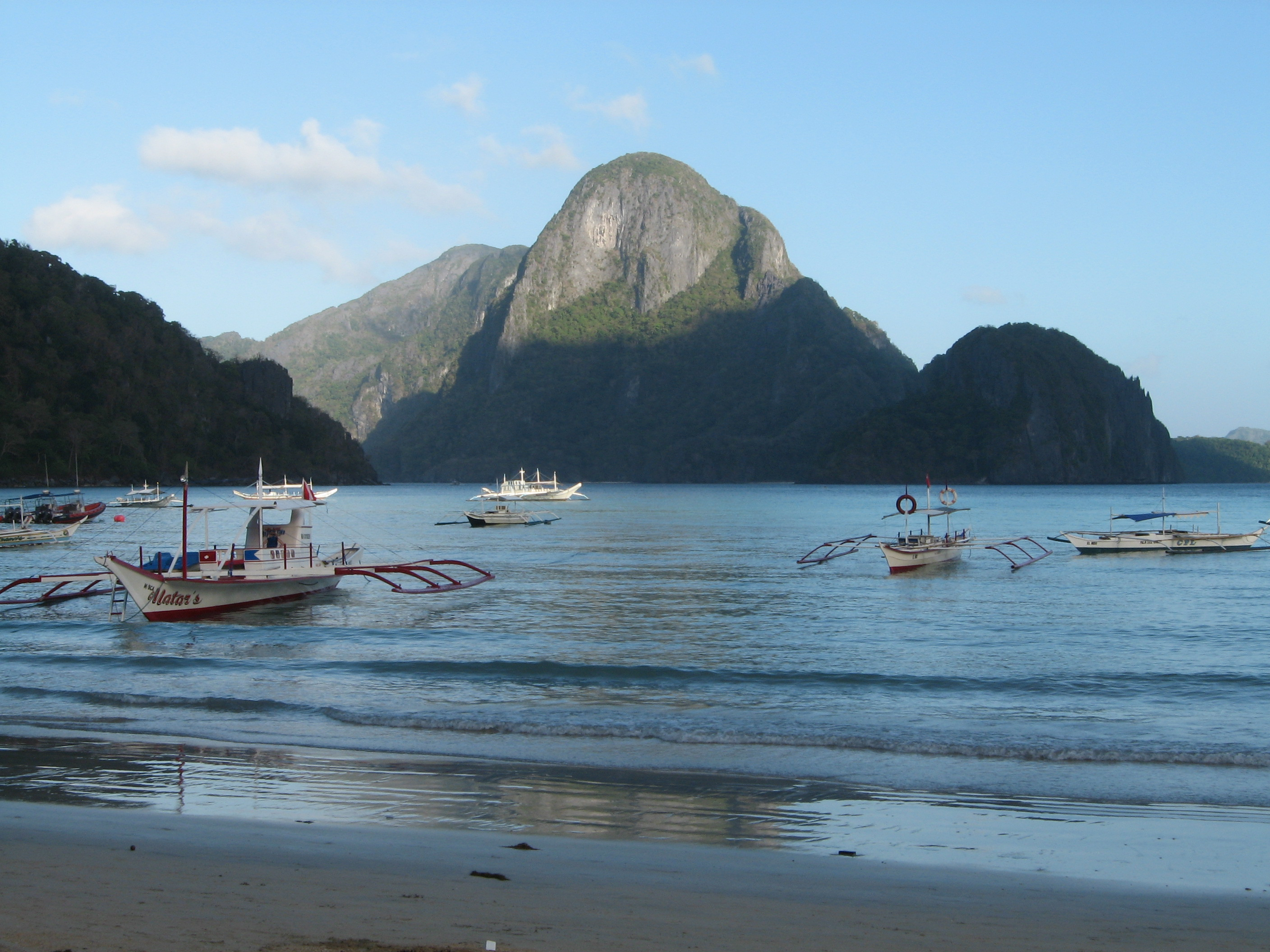
Nella dodicesima tappa, le squadre restanti hanno preso un volo charter per El Nido.

- da Manila (Aeroporto Internazionale di Manila Ninoy Aquino) a El Nido, provincia di Palawan (Aeroporto di El Nido)
- El Nido (Molo di El Nido)
- El Nido (Isola con la bandiera delle Filippine)
- El Nido (Tridacna gigas)  (prova trasmessa ma non indicata come Detour)
- El Nido (Lagen Wall)
- El Nido (Lagen Island)

Nell'unica opzione del Detour trasmessa, le squadre si sono dovute immergere e trovare quattro Tridacna gigas, molluschi giganti contenenti gli indizi successivi. Nel Roadblock, un concorrente per squadra ha dovuto scalare una scogliera per un'altezza di 45 metri, prendere l'indizio e calarsi nuovamente alla base per tornare dal partner.
Prove aggiuntive: arrivati alle isole nei pressi di El Nido, le squadre hanno dovuto usare un binocolo e cercare sulle spiagge di tre isole la bandiera delle Filippine. In caso di errore, avrebbero dovuto riprovare. Dopo il Roadblock, le squadre hanno dovuto dirigersi al Pit Stop in kayak.

### 13ª tappa (Filippine → Canada → Stati Uniti)

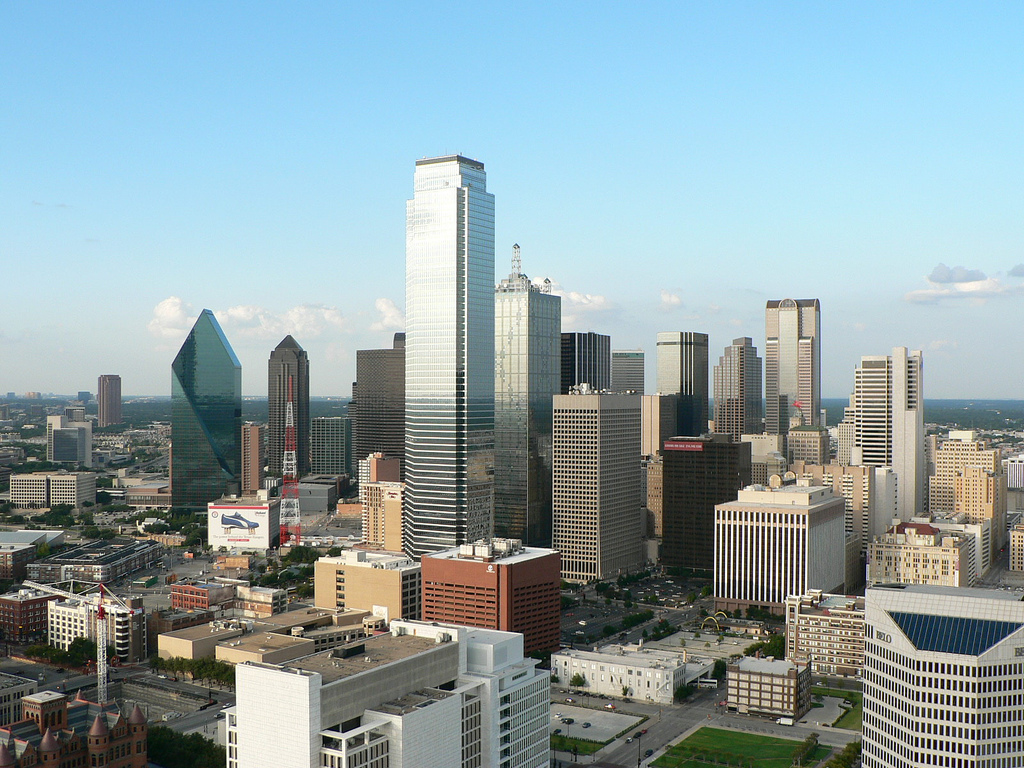
Il traguardo di The Amazing Race 5 era situato a Dallas

- da El Nido a  Manila (Aeroporto Internazionale di Manila Ninoy Aquino) a Calgary, Alberta, Canada  (Aeroporto Internazionale di Calgary)
- Banff
- Parco nazionale Banff (all'esterno del Banff Springs Hotel)  (non trasmesso)
- Sunshine Village (Lookout Mountain-Continental Divide)
- Calgary (Canada Olympic Park)
- da Calgary (Aeroporto Internazionale di Calgary) a Dallas, Texas, Stati Uniti  (Aeroporto Internazionale di Dallas-Fort Worth)
- Fort Worth (Fort Worth Stockyards)
- Dallas (Trammell Crow Park)  (traguardo)

Il Roadblock finale, non trasmesso, è consistito nella costruzione di un tipi all'esterno del Banff Springs Hotel. Nell'ultimo Detour, la scelta è stata tra Slide ("Scivola": fare un giro del percorso olimpico di slittino in meno di 34 secondi) e Ride ("Cavalca": percorrere in mountain bike il percorso olimpico di slalom in meno di tre minuti).
Prove aggiuntive: in una prova non andata in onda, le squadre hanno dovuto scegliere un capo d'abbigliamento invernale (giacca o guanti) da usare per il resto della tappa. In seguito, al quartiere degli Stockyards di Fort Worth, le squadre sono dovute entrare in un labirinto gigante contenente quattro scatole con i loro nomi e delle foto di località visitate durante la corsa. Aprendo le cassette con le chiavi fornite e nell'ordine indicato, l'ultima chiave apre una scatola contenente l'ultimo indizio per raggiungere il traguardo. Nella trasmissione dell'episodio, vengono mostrate soltanto l'apertura della prima e dell'ultima scatola.